# Nikša Butijer
Nikša Butijer  (Dubrovnik, 6. listopada 1978.) je hrvatski kazališni, televizijski i filmski glumac. Na Dubrovačkim ljetnim igrama nastupa od 2004. godine na kojima se istakao 2009. godine izvedbom Vuka Konavljanina u adaptaciji Vojnovićeve trilogije. Radi kao izvanredni profesor na Akademiji dramskih umjetnosti gdje je profesor glume.
Potpisnik je Deklaracije o zajedničkom jeziku, u kojoj se tvrdi da se u Hrvatskoj, Bosni i Hercegovini, Srbiji i Crnoj Gori govore nacionalne standardne varijante zajedničkog policentričnog standardnog jezika.

## Filmografija

### Televizijske uloge
- "Naša mala klinika" kao Toni Jefer (2006.)
- "Bibin svijet" kao liječnik (2008.)
- "Bitange i princeze" kao Jozica (2008.)
- "Moja 3 zida" kao Nikša (2009.)
- "Stipe u gostima" kao rođakov sin Mate (2009.)
- "Stipe u gostima" kao Franjo (2011.)
- "Loza" kao Jozo (2011. – 2012.)
- "Crno-bijeli svijet" kao Drug Horvat (2016.)
- „Patrola na cesti“ kao Filip (2016.)
- "Ko te šiša" kao kolekcionar (2018.)

### Filmske uloge
- "Kino Lika" kao Kombajn (2008.)
- "Tulum" kao Braco (2009.)
- "Crnci" kao Šaran (2009.)
- "Čovjek ispod stola" kao Pepo Ringlov (2009.)
- "Majka asfalta" kao kamiondžija (2010.)
- "Fleke" kao taksist Mate (2011.)
- "Zagrebačke priče" (2012.)
- "Zabranjeno smijanje" kao Stipe (2012.)
- "Životinjsko carstvo" kao Medo (2012.)
- "Majstori" kao Baja (2013.)
- "Kauboji" kao Načelnik (2013.)
- "Svećenikova djeca" kao Petar (2013.)
- "Ne gledaj mi u pijat" kao Zoran (2016.)
- "Plavi cvijet" (2021.)
- "Tragovi" (2023.)

### Sinkronizacija
- "Potraga za Dorom" kao Krma (2016.)
- "Zootropola" kao Načelnik Bizo (2016.)
- "Ekipa iz džungle" kao Goliat (2017.)

## Vanjske poveznice
- Nikša Butijer u internetskoj bazi filmova IMDb-u (engl.)
- Stranica na Mala-scena.hr  Arhivirana inačica izvorne stranice od 7. prosinca 2010. (Wayback Machine)